# Handleyomys alfaroi
Handleyomys alfaroi és una espècie de mamífer rosegador de la família dels cricètids. Viu a Belize, Colòmbia, Costa Rica, l'Equador, El Salvador, Guatemala, Hondures, Mèxic, Nicaragua i Panamà. Es tracta d'un animal nocturn. El seu hàbitat natural són els boscos i les vores dels boscos. És una espècie en risc mínim, és a dir, no sembla que hi hagi cap amenaça significativa per a la seva supervivència.
L'espècie fou anomenada en honor de l'arqueòleg, geòleg, etnòleg, zoòleg i escriptor costa-riqueny Anastasio Alfaro.